# Браян Грінберг
Браян Грінберг (англ. Bryan Greenberg, нар. 24 травня 1978, Омаха, Небраска, США) — американський актор, відомий за серіалами «Як досягти успіху в Америці» і «Школа виживання».

## Біографія
Народився в Омасі в сім'ї психологів. Єврей за національністю, виховувався в дусі консервативного юдаїзму і відвідував синагогу.

## Особисте життя
У грудні 2013 року Браян одружився з актрисою Джеймі Чон. У жовтні 2015 року пара зв'язала себе узами шлюбу в Санта-Барбарі.

## Фільмографія
| Рік       |    | Українська назва            | Оригінальна назва             | Роль                                         |
| --------- | -- | --------------------------- | ----------------------------- | -------------------------------------------- |
| 2019      | ф  | (у виробництві)             | Room for Doubt                | Нік                                          |
|           | ф  | (у виробництві)             | The Mental State              | Ділан Кейді                                  |
| 2018      | с  | Свайпнуті                   | Sideswiped                    | Раян, 1 епізод                               |
| 2018      | ф  |                             | Fourplay                      | Том                                          |
| 2017—2018 | с  | Тік                         | The Tick                      | Дерек, 4 серії                               |
| 2016—2017 | с  | Проект Мінді                | The Mindy Project             | Бен, 13 серій                                |
| 2017      | ф  | Випадковий тропічний рай    | Random Tropical Paradise      | Геррі Фладер                                 |
| 2016      | ф  | Стадо хлопців               | Flock of Dudes                | Беррет                                       |
| 2015      | ф  | Програма                    | The Program                   | приятель Флойда                              |
| 2015      | ф  | У Гонконзі вже завтра       | Already Tomorrow in Hong Kong | Джош                                         |
| 2015      | ф  | Рік та зміни                | A Year and Change             | Оуен                                         |
| 2015      | тф | Бессі                       | Bessie                        | Джон Геммонд                                 |
| 2015      | ф  | Ласкаво просимо до раю      | Vice                          | Еван                                         |
| 2014      | с  |                             | Studio Gibson                 |                                              |
| 2014      | ф  | Коротка історія падіння     | A Short History of Decay      | Нейтан Фішер                                 |
| 2013      | тф | Домовленість                | The Arrangement               | Біллі Витлі                                  |
| 2012      | ф  | Нормали                     | The Normals                   | Біллі Шайн                                   |
| 2012      | ф  | Кухня                       | The Kitchen                   | Пол                                          |
| 2010—2011 | с  | Як досягти успіху в Америці | How to Make It in America     | Бен Епстейн, 16 серій                        |
| 2011      | ф  | Друзі по сексу              | Friends with Benefits         | Паркер                                       |
| 2009      | ф  | Гарний хлопець              | The Good Guy                  | Деніел Сівер                                 |
| 2009      | ф  | Війна наречених             | Bride Wars                    | Нейт Лернер                                  |
| 2007—2008 | с  | Жовтнева дорога             | October Road                  | Нік Геррет, 19 серій                         |
| 2007      | ф  | Син нобелівського лауреата  | Nobel Son                     | Барклі Майклсон                              |
| 2006      | ф  | Завдяки силі тяжіння        | Thanks to Gravity             | Кріс                                         |
| 2003—2006 | с  | Школа виживання             | One Tree Hill                 | Джейк Джиґельські (Jake Jagielski), 26 серій |
| 2005      | ф  | Мій найкращий коханець      | Prime                         | Девід Блумберг                               |
| 2004      | с  | Життя з Бонні               | Life with Bonnie              | Тіммі, 1 епізод                              |
| 2004      | ф  | Вищий бал                   | The Perfect Score             | Метті Метьюз                                 |
| 2000—2003 | с  | Бостонська школа            | Boston Public                 | пан Фрімен, 2 серії                          |
| 2002      | с  | Провіденс                   | Providence                    | Ніл, 1 епізод                                |
| 2002      | с  | Хроніка                     | The Chronicle                 | Деймон Ферберг, 1 епізод                     |
| 2002      | с  | Сильні ліки                 | Strong Medicine               | Кент, 1 епізод                               |
| 2001      | с  | Три сестри                  | Three Sisters                 | Рой, 1 епізод                                |
| 2000      | с  | Третя зміна                 | Third Watch                   | Френсіс ДеСілва, 1 епізод                    |
| 2000      | с  | Клан Сопрано                | The Sopranos                  | Пітер Макклюр, 1 серія                       |
| 2000      | с  | Зсередини (Цілком таємно)   | Within                        | Такер                                        |
| 1998      | ф  | Цивільний позов             | A Civil Action                | хлопець з петардами                          |
| 1997      | с  | Закон і порядок             | Law & Order                   | Метт Вілер, 1 епізод                         |